# Chevron (onderscheidingsteken)

Wapenschild van Owen Tudor met chevron.

Basisvorm van de chevron.

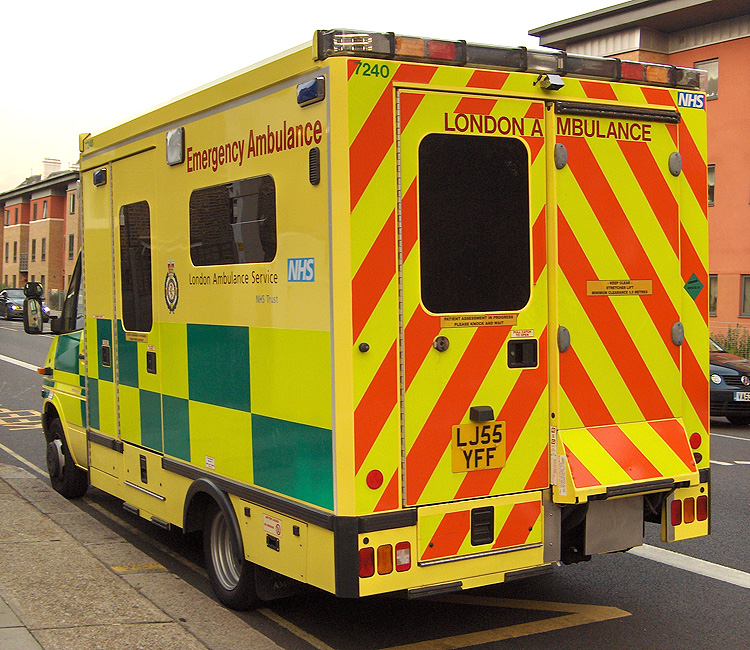
Londense ambulance met oranje-gele chevrons.

Een chevron (ook cheveron) is een tweebenige vorm met verschillende betekenissen in de heraldiek en als onderscheidingsteken in het leger.

## Heraldiek
Binnen de heraldiek wordt de chevron ook aangeduid als keper en vormt het een herautstuk, een eenvoudige meetkundige figuur op een wapenschild. Er bestaan vele vormen, die ook gecombineerd kunnen worden met andere stukken.

## Onderscheidingsteken
Chevron is het best bekend als rangonderscheidingsteken op de mouwen of epauletten in het leger. Deze worden vooral door de manschappen en onderofficieren gedragen. Een chevron kan ook een onderscheiding voor voortreffelijke of langdurige uitoefening van de dienst zijn.
In het Verenigd Koninkrijk gaf de Royal Irish Constabulary bij wijze van onderscheiding "chevrons of Merit" aan Ierse politieagenten.

## Trivia
- In het Nederlandse leger werd dit rangonderscheidingsteken vanwege de vorm ook wel een bananenschil genoemd. Voor korporaals was de 'streep' geel, waardoor de vergelijking nog treffender was.
- Onder andere Hulpverleningsvoertuigen zijn in veel landen uitgerust met een "visgraatpatroon" / "schrikstrepen" op de achterkant voor de zichtbaarheid. Deze visgraatpatronen worden ook chevrons genoemd.